# Johan Klingborg
Johan Nilsson Klingborg, född 1851 i Blentarp, Skåne, död 1931 på S:t Lars sjukhus i Lund, var en svensk folkskollärare och konstnär. 
Klingborg härstammade från en gammal skånsk bondesläkt. Han avlade folkskollärarexamen vid folkskoleseminariet i Lund 1872 och anställdes samma år som folkskollärare i Naffentorp där hans blivande fru arbetade som lärarinna. Under sin tid i Naffentorp målade han ett flertal porträtt med personer från trakten. När Nils Månsson Mandelgren fick se hans målningar blev han rådd att studera konst. Med ekonomisk hjälp av några representanter från den skånska adeln fick han möjlighet att studera akvarell för Egron Lundgren och Christian Boklund vid Konstakademien i Stockholm 1873 samt perspektivlära för Mandelgren. Genom att en inflytelserik person visade några av hans målningar för änkedrottning Josefina resulterade i att han fick ett stipendium för att kunna studera för Bengt Nordenberg i Düsseldorf. Han tilldelades dessutom ett stipendium från Oscar II för att kunna studera historiemålning i München. Där drabbades han omkring 1888 av den sjukdom som skulle släcka ner hans konstnärliga bana och de sista årtiondena av sitt liv vårdades han på S:t Lars sjukhus i Lund. För Sällstorps kyrka utförde han målningen Kristi himmelsfärd bland hans andra religiösa målningar märks Judaskyssen, Ecce homo och Herodias dotter. Hans konst består av porträtt skånska landskap i olja eller akvarell samt teckningar med fornnordiska ämnen. Som illustratör illustrerade han Lycksalighetens ö, Kung Fjalar och Ragnar Ladbrok. Klingborg är representerad vid Malmö museum med en stor samling akvareller och teckningar.